# Earvin N'Gapeth
Earvin N'Gapeth (Saint-Raphaël, 12 de fevereiro de 1991) é um jogador de voleibol francês. Foi um dos principais nomes que levaram a seleção francesa ao inédito título da Liga Mundial de 2015, realizado no Rio de Janeiro.

## Carreira

### Clube
N'Gapeth começou sua carreira esportiva jogando futebol, atuando como centroavante em Fréjus. A mudança para Poitiers, onde seu pai Eric, ex-jogador de voleibol, foi nomeado treinador, fez com que ele mudasse de esporte aos 17 anos, ingressando na equipe juvenil do CEP Poitiers Saint-Benoît VB. Em 2008, começou a atuar profissionalmente pelo Tours Volley-Ball, permanecendo no clube por 3 temporadas, durante as quais conquistou um título do Campeonato Francês e duas da Copa da França.
Em 2011, o ponteiro estreou no voleibol italiano vestindo a camisa do Bre Banca Lannutti Cuneo, onde atuou por duas temporadas. Em 2013, após assinar com o Kuzbass Kemerovo para jogar no voleibol russo, ele não completou a temporada com o novo clube, retornando ao voleibol italiano para defender as cores do Azimut Modena. Com o novo clube, conquistou um Campeonato Italiano, duas Copas da Itália e duas Supercopas Italianas.
Em 2018, teve uma breve experiência no Al-Rayyan, com o qual venceu a Copa do Qatar. Na temporada seguinte, voltou a atuar no voleibol russo após ser anunciado como o novo reforço do Zenit Kazan. Permaneceu por três temporadas no clube da cidade de Kazan, conquistando duas Copas da Rússia e duas Supercopas Russas.
Para a temporada 2021–22, o atleta francês voltou a vestir a camisa do Modena Volley. Após ser eliminado nas semifinais do campeonato italiano, o atleta foi emprestado para o Paykan Tehran para disputar o Campeonato Asiático de ClubesCampeonato Asiático de Clubes, onde, além de conquistar o título, foi eleito como um dos melhores ponteiros da competição.
Para a temporada 2021–22, o atleta francês voltou a vestir a camisa do Modena Volley. Após ser eliminado nas semifinais da SuperLega de 2021–22, o atleta foi emprestado para o Paykan Tehran para disputar o Campeonato Asiático de Clubes, onde, além de conquistar o título, foi eleito como um dos melhores ponteiros da competição.

### Seleção
Com a seleção francesa sub-19, N'Gapeth conquistou o Campeonato Europeu e a medalha de bronze no Mundial em 2007. Em 2008, com a seleção sub-20, conquistou o título do Campeonato Europeu. Com a seleção sub-19, em 2009, voltou a conquistar a medalha de ouro no Campeonato Continental. Em 2010, obteve as primeiras convocações para a seleção adulta francesa; no entanto, foi cortado da lista de jogadores convocados para o Campeonato Mundial devido a problemas comportamentais.
Em 2015, conquistou o inédito título da Liga Mundial para a seleção francesa. Na ocasião, o ponteiro foi eleito MVP desta edição. Em 2016, representou seu país nos Jogos Olímpicos do Rio de Janeiro, ficando em nono lugar. Voltou a subir no lugar mais alto do pódio na edição da Liga Mundial de 2017, sendo eleito, mais uma vez, MVP do torneio.
Em 2018, conquistou o vice-campeonato na primeira edição da Liga das Nações, perdendo a final para a seleção russa.
Em 2021, tornou-se campeão olímpico nos Jogos Olímpicos de Tóquio ao derrotar na final o Comitê Olímpico Russo.

## Controvérsias

### Confusão na estação de trem
Em 2015, N'Gapeth se envolveu em uma briga com um fiscal de trem na estação de Montparnasse. O jogador solicitou que o trem aguardasse seu amigo, que estava atrasado. No ano seguinte, foi multado em €3.000 por um tribunal francês.

### Prisão
Em dezembro de 2019, N'Gapeth foi preso por importunar sexualmente uma mulher em uma boate no bairro de Estoril, região oeste de Belo Horizonte. Em seu depoimento à polícia, ele afirmou que esse comportamento era "normal" e que confundiu a moça com uma amiga.

## Títulos
Tours Volley-Ball
- Campeonato Francês: 2009–10
- Copa da França: 2008–09, 2009–10, 2010–11

Modena Volley
- Copa CEV: 2022–23
- Campeonato Italiano: 2015–16
- Copa Itália: 2014–15, 2015–16
- Supercopa Italiana: 2015, 2016

Zenit Kazan
- Copa da Rússia: 2018, 2019
- Supercopa Russa: 2018, 2020

Al Rayyan
- Copa do Qatar: 2018

Paykan Tehran
- Campeonato Asiático de Clubes: 2022

## Clubes
| Anos      | Clube                       |
| --------- | --------------------------- |
| 2008–2011 | Tours Volley-Ball           |
| 2011–2013 | Bre Banca Lannutti Cuneo    |
| 2013–2014 | Kuzbass Kemerovo            |
| 2014–2018 | Azimut Modena               |
| 2018–2018 | Al-Rayyan                   |
| 2018–2021 | Zenit Kazan                 |
| 2021–2022 | Leo Shoes Modena            |
| 2022–2022 | Paykan Tehran               |
| 2022–2023 | Modena Volley               |
| 2023–2024 | Halkbank Ankara             |
| 2024–2024 | Jakarta Bhayangkara Presisi |
| 2024–     | Alterna Stade Poitevin      |

## Prêmios individuais
- 2008: Campeonato Europeu Sub-20 – MVP
- 2009: Campeonato Europeu Sub-19 – MVP e melhor serviço
- 2011: Campeonato Francês – MVP e melhor ponteiro
- 2015: Copa Itália – MVP
- 2015: Liga Mundial – MVP e melhor ponteiro
- 2015: Campeonato Europeu – Melhor ponteiro
- 2016: Torneio Pré-Olímpico – Melhor ponteiro
- 2016: Campeonato Italiano – MVP
- 2017: Liga Mundial – MVP e melhor ponteiro
- 2020: Torneio Pré-Olímpico – Melhor ponteiro
- 2021: Jogos Olímpicos – MVP e melhor ponteiro
- 2022: Campeonato Asiático de Clubes – Melhor ponteiro
- 2022: Liga das Nações – MVP e melhor ponteiro
- 2024: Jogos Olímpicos – MVP e melhor ponteiro